# 火星勘测者98
火星勘测者98（Mars Surveyor '98）是美国宇航局火星探索计划中一项将火星气候探测者号和火星极地着陆者号发射到火星的任务，该任务将研究火星的天气、气候、水和二氧化碳状况，了解挥发物的贮量、性状及在大气层中的作用，并寻找长期和偶发性气候变化证据。火星极地着陆器还为新千年计划的深空2号任务携带了两台表面穿透探测器，这两艘航天器都于1998年发射的，但在发射后全部失踪。

## 航天器

### 轨道器
由于意外地未察觉出公制与英制单位测量值间的差异，导致因轨道计算错误而使轨道器丢失。尽管1996年喷气推进实验室发布的导航软件接口规范(SIS)中，就已规定了公制单位的使用以及采用的数据格式。但洛克希德·马丁公司飞行运行团队提供的脉冲数据还是以磅力秒为单位，而非牛顿秒，使这些数值被错误地扩大了4.45倍(1磅力=4.45牛顿)，这导致了错误的航向修正，轨道器在火星大气层中下降得过低。最终，要么在大气层中被烧毁，要么又被重新弹回太空。

### 着陆器
调查人员得出的结论是，着陆器故障的最可能原因与探测器起落架发出的错误传感器信号有关，该信号错误地表明飞行器已着陆，而实际上它距离地面尚有约40米。当着陆器起落架展开时，它们会作出一个弹出动作，意外地触发了着陆传感器，导致下降引擎过早关闭，着陆器坠毁。另一种可能的事故原因是脉冲火箭推进器的催化层预热不足，联氨燃料在底层分解，产生热气体，这些气体被挤出火箭发动机喷管，产生推力。在事故调查测试中，冷催化层将会导致火箭发动机哑火和不稳定。

## 任务
火星勘测者1998计划航天器开发耗资1.931亿美元，火星勘测者98计划的发射费用估计为9170万美元，任务运营成本为4280万美元。火星气候轨道飞行器是美国宇航局为期十年的火星勘测者计划的一部分，每26个月在地球和火星处于有利位置时发射一次。

## 另请查看
- 火星探测任务列表
- 希望号探测器